# Džamárán (76)
Džamárán (76) (persky ناوشکن جماران‎) je první postavenou fregatou íránského námořnictva třídy Moudž (موج) (česky Vlna). Plavidlo bylo postaveno v letech 2006–2010. Jeho domovským přístavem je Bandar Abbás. Džamárán je první íránská válečná loď vybavená vrtulníkem. Írán loď oficiálně prezentuje jako torpédoborec, ale velikostí jde spíše o fregatu.

## Pozadí vzniku

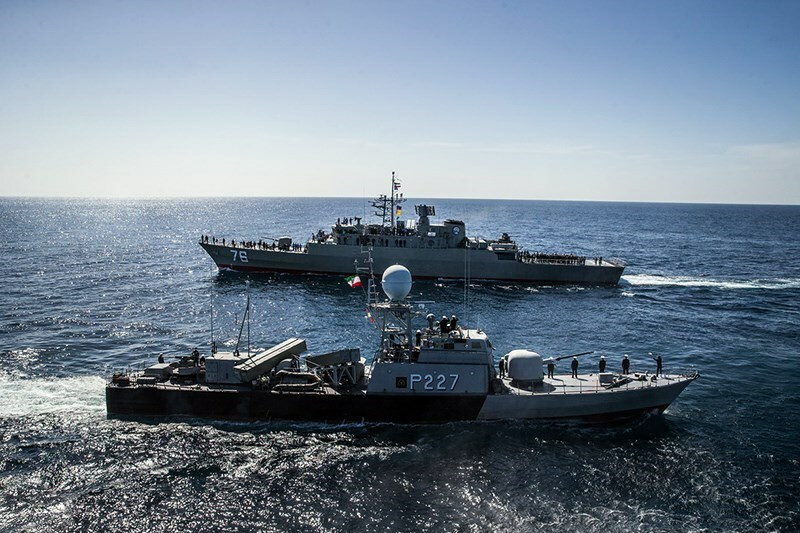
Džamárán (76) s raketovým člunem

Fregata Džamarán je prototypovou jednotkou nové třídy íránských fregat třídy Moudž, která je nástupcem fregat třídy Alvand (Vosper Mk.5) zakoupených Íránem v 60. letech 20. století. Stavba fregaty Džamarán pobíhala od roku 2006 v Bandar Abbás, přičemž plavidlo bylo do služby přijato 19. února 2010.

## Konstrukce

### Elektronické vybavení
Plavidlo je vybaveno jedním hlavním vyhledávacím a sledovacím radiolokátorem Plessey AWS-1, dvěma navigačními radary na hlavním stožáru a jedním střeleckým radarem.

### Pohon
Pohonný systém je tvořen dvěma dieselovými motory o výkonu 10 000 hp. Plavidlo je dále vybaveno čtyřmi dieselovými generátory, každý o výkonu 550 kW. Tento pohonný systém plavidlu umožňuje dosáhnout rychlosti až 30 uzlů.

### Výzbroj
Hlavňovou výzbroj tvoří jeden 76mm kanón Fadžr 27, který doplňují jeden 40mm kanón a dva 20mm kanóny. Hlavní raketovou výzbroj tvoří nové íránské protilodní střely typu Núr (نور) (česky Světlo) s doletem 200 km, což jsou vlastně čínské střely C-802. K ničení vzdušných cílů slouží čtyři protiletadlové řízené střely Mehrab (kopie amerických SM-1MR), umístěné na hlavní palubě poblíž přistávací plochy. Fregata je rovněž vybavena dvěma trojhlavňovými 324mm torpédomety. Na zádi plavidla se nachází přistávací plocha pro protiponorkový vrtulník AB.212.

## Operační služba
V lednu 2015 torpédoborce Džamárán a Bušéhr poblíž Jemenského přístavu Al-Mukalla zabránily pirátskému útoku na nákladní loď MV Delight. V květnu 2020 fregata svou protilodní střelou omylem zasáhla íránskou pomocnou loď Konarak. Zahynulo 19 námořníků a dalších 15 bylo zraněno.